# Idioma ririo
Ririo es una lengua indígena casi extinta de la Provincia de Choiseul, Islas Salomón.